# 1703 en musique classique
| \| • Retour à la chronologie générale de la musique classique • \| |
| Grèce • Rome • Haut Moyen Âge • VIIIe siècle • IXe siècle • Xe siècle • XIe siècle XIIe siècle • XIIIe siècle • XIVe siècle • XVe siècle • XVIe siècle • XVIIe siècle XVIIIe siècle • XIXe siècle • XXe siècle • XXIe siècle |
| • Retour à la chronologie générale de la musique classique • |

| Années en musique classique : 1700 - 1701 - 1702 - 1703 - 1704 - 1705 - 1706    |
| Décennies en musique classique : 1670 - 1680 - 1690 - 1700 - 1710 - 1720 - 1730 |

## Événements
- 20 mars : Le sacre visioni di Santa Teresa, oratorio de Maria Anna de Raschenau.
- 14 octobre : Le Carnaval et la Folie, opéra de André Cardinal Destouches, est probablement créé à Fontainebleau.
- 28 octobre : Les Muses, opéra-ballet d’André Campra.
- Te Deum H 146, de Marc-Antoine Charpentier.
- Ulysse, tragédie en musique de François Rebel.
- Griselda, opéra d’Albinoni, créé à Florence.
- Dictionnaire de musique, de Sébastien de Brossard.
- Jean-Sébastien Bach, à l’âge de dix-huit ans, est engagé pour occuper l’orgue vacant d’Arnstadt où il compose sa première cantate (1704).

## Naissances

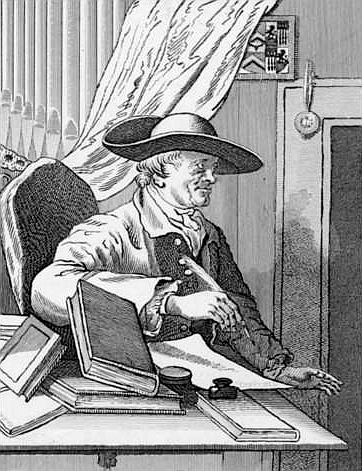
Thomas Morell

- 20 janvier : Joseph-Hector Fiocco, compositeur belge († 22 juin 1741).
- 29 janvier : Carlmann Kolb, organiste et compositeur allemand († 15 janvier 1765).
- 18 mars : Thomas Morell, librettiste anglais († 19 février 1784).
- 30 septembre : Johann Martin Dömming, compositeur allemand († 1760).
- 28 octobre : Johann Gottlieb Graun, compositeur et violoniste allemand († 27 octobre 1771).

Date indéterminée :
- Johann Gottlob Harrer, compositeur et Thomaskantor allemand († 9 juillet 1755).
- Louise Levesque, femme de lettres française.

## Décès
- 31 mars : Johann Christoph Bach I, compositeur et organiste allemand (° 6 décembre 1642).
- 14 septembre : Gilles Jullien, organiste et compositeur français (° vers 1650).
- 3 octobre : Alessandro Melani, compositeur italien (° 4 février 1639).
- 30 novembre : Nicolas de Grigny, organiste français (° 8 septembre 1672).
- avant 1703 : Sébastien Huguenet I, organiste français du XVIIe siècle (° vers 1625).